# Watertoren (Gent 1881)
De twee voormalige watertorens aan de Kattenberg in Gent werden gebouwd in 1881.

## Beschrijving
De bakstenen watertorens, naar een ontwerp van ingenieur Masqueler, hebben allebei een capaciteit van 1000 kubieke meter. In één toren is de originele hangbodemkuip bewaard gebleven, in de andere is deze in 1973 vervangen door een plaatijzeren kuip. Beide torens bestaan uit een bakstenen muur die aan de voet een dikte heeft van 2,5 meter, naar boven versmallend tot een dikte van 1,5 meter. De kuipen rusten op een hardstenen afdeksteen, rustend op de buitenmuren. Een smeedijzeren trap leidt tot een gaanderij onder de kuipen. Deze gaanderij wordt ondersteund door dertig consoles. Via een buitentrap ter hoogte van de gaanderij kan de bovenzijde van de kuipen bereikt worden. De buitenzijdes van de kuipen zijn afgewerkt met witgeschilderde beplanking. Tussen deze beplanking en de kuip bevindt zich een doorgang van 60 cm. waarlangs, middels een trapje, de bovenzijde van de kuip bereikt kan worden. Sinds 18 december 1979 heeft het geheel de status van beschermd erfgoed.
Tijdens een restauratie, uitgevoerd door architectenbureau Bressers uit Gent werden onder meer de smeedijzeren elementen en de originele kuip gerenoveerd. Daarnaast werd het geheel gereinigd, plaatselijk van nieuw voegwerk voorzien en werden de later toegevoegde invullingen van vier toegangen vervangen door modernere invulling.
Aalst (Hertshage) ·
Aalst (Watertorenstraat) ·
Aalter ·
Assenede ·
Baasrode ·
Beveren-Waas ·
Brakel ·
Denderleeuw (Guido Gezellestraat) ·
Denderleeuw (Steenweg op Ninove) ·
Dendermonde (Leopold II laan) ·
Dendermonde (Broekstraat) ·
Dendermonde (Lomeersstraat) ·
Eeklo (Peperstraat) ·
Eeklo (Ringlaan) ·
Erpe (Bossestraat) ·
Gent (Alfons Braeckmanlaan) ·
Gent (John F. Kennedylaan, 1965) ·
Gent (John F. Kennedylaan, 1966) ·
Gent (John F. Kennedylaan, 1974) ·
Gent (Kattenberg, 1881) ·
Gent (Kattenberg, 1977) ·
Gent (Maïsstraat) ·
Gent (Nieuwevaart) ·
Gent (Scheeplosserstraat) ·
Gent (Klein Rusland) ·
Gent (Suikerkaai) ·
Gentbrugge (Gontrodestraat) ·
Watertoren (Gentbrugge J. de Saint-Genoisstraat) ·
Gentbrugge (Watertorenstraat) ·
Grembergen (Lomeersstraat) ·
Grembergen (Zeelsebaan) ·
Hamme ·
Heldergem ·
Heusden ·
Laarne ·
Lebbeke ·
Lokeren (Koning Boudewijnlaan) ·
Lokeren (Waterstraat) ·
(Maldegem (Lindestraat) ·
(Maldegem (Krommewege) ·
Meerdonk ·
Melle (Brusselsesteenweg) ·
Melle (Geraardsbergsesteenweg) ·
Melle (Zwaantjesstraat) ·
Merelbeke ·
Moerbeke ·
Nieuwkerken-Waas (Grote Baan) ·
Ninove ·
Oudenaarde (Jozef Braetsstraat) ·
Oudenaarde (Spoorweg) ·
Petegem-aan-de-Leie ·
Sint-Gillis ·
Sint-Jan-in-Eremo ·
Sint-Laureins ·
Sint-Lievens-Esse ·
Sint-Lievens-Houtem ·
Sint-Niklaas (Schoolstraat) ·
Sleidinge ·
Stekene ·
Temse (Smesstraat) ·
Temse (Schoenstraat) ·
Wachtebeke ·
Wetteren (Kapellestraat) ·
Wetteren (Massemsesteenweg) ·
Wondelgem (Wiedauwkaai) ·
Wondelgem (Wondelgemkaai) ·
Zelzate ·
Zwijnaarde (Ebergiste De Deynestraat) ·
Zwijnaarde (Klaartestraat)